# Рыжов, Александр Дмитриевич
Александр Дмитриевич Рыжов (1904—1959) — майор Советской Армии, участник Великой Отечественной войны, Герой Советского Союза (1945).

## Биография
Родился 6 октября 1904 года в деревне Губино (ныне — Тейковский район Ивановской области). С раннего возраста, оставшись без отца, работал сначала в Иваново-Вознесенске, затем в Москве. В 1927 году окончил два курса рабфака.
В мае 1932 года призван на службу в Рабоче-крестьянскую Красную Армию. Окончил курсы политработников.
С октября 1943 года — на фронтах Великой Отечественной войны.
К январю 1945 года гвардии капитан Александр Рыжов командовал батареей самоходных артиллерийских установок «ИСУ-122» 361-го гвардейского тяжёлого самоходного артиллерийского полка 33-й армии 1-го Белорусского фронта. Отличился во время освобождения Польши. 14 января 1945 года во время прорыва немецкой обороны с Пулавского плацдарма батарея Рыжова уничтожила 3 танка, 3 штурмовых орудия, 10 артиллерийских орудий, несколько бронетранспортёров и большое количество солдат и офицеров противника. В тех боях Рыжов получил ранение, но продолжал руководить действиями своей батареи.
Указом Президиума Верховного Совета СССР от 27 февраля 1945 года за «образцовое выполнение заданий командования и проявленные мужество и героизм в боях с немецкими захватчиками» гвардии капитан Александр Рыжов был удостоен высокого звания Героя Советского Союза с вручением ордена Ленина и медали «Золотая Звезда» за номером 5597.
В последующих боях Рыжов вновь был ранен. В марте 1947 года в звании майора он был уволен в запас. Проживал и работал сначала в Талице, затем в Кушве. Умер 3 мая 1959 года, похоронен на Мемориале Скорби в Кушве.
Был также награждён орденом Красного Знамени и рядом медалей.